# آرمین افشین فر
آرمین افشین‌فر (زاده ۲۱ فروردین ۱۳۷۷ در تهران) بازیکن والیبال اهل ایران است که برای باشگاه والیبال تیم جیزره بلدیه اسپور ترکیه بازی می‌کند.همچنین وی در تیم ملی والیبال ایران عضویت دارد.

## پیشینه
آرمین افشین‌فر توانایی بازی در دو پست دریافت کننده و قطر پاسور را دارد. او همچنین در تیم‌های شهرداری ورامین و پیکان تهران حضور داشته‌است.